# Jonas Fried
Jonas Martin Fried, född 30 mars 1985 i Algutsrum, är en svensk före detta fotbollsspelare. Han började sin karriär i Algutsrums IF (utanför Färjestaden) på Öland. Han spelade mellan 1998 och 2003 i Kalmar FFs ungdomslag och flyttades inför säsongen 2004 upp i KFFs A-trupp. Debuten i allsvenskan kom den 14 april 2006 i en hemmamatch mot GAIS. Totalt blev det 5 matcher i allsvenskan för Fried. Efter avslutad elitkarriär skrev Fried på för Kalmar Södra IF där han var aktiv som spelande tränare. Efter avslutad karriär blev Fried tränare för A-laget Herr i Kalmar Södra IF.